# Satire dans la campagne

Satire dans la campagne est un documentaire satirique français, réalisé par Marc Large et Maxime Carsel, sorti le 9 juin 2017.
Dans ce film, le dessinateur Large suit la campagne de l'élection présidentielle de 2017, aux côtés d'humoristes et satiristes.

## Synopsis
Le dessinateur de presse Marc Large va à la rencontre d'humoristes et satiristes, durant la campagne de l'élection présidentielle de 2017, pour recueillir leurs impressions et opinions. Ce film démontre l'importance de la satire dans la société française des années 2010, et en fait un état des lieux dans le contexte de cette élection,.

## Fiche technique
- Titre original : Satire dans la campagne
- Réalisation : Marc Large et Maxime Carsel
- Image et son : Maxime Carsel, Romi Dutilleul, Eric Moxhet
- Montage : Maxime Carsel
- Coproduction : Pia Moustaki, David Salles, Patrick Ozouf
- Société de production : MaMa
- Société de distribution : MaMa
- Pays : France
- Langue : français
- Genre : documentaire, comédie
- Durée : 60 minutes
- Date de sortie : 9 juin 2017

## Intervenants
Les personnes apparaissant à l'écran sont dans leur propre rôle.
- Marc Large
- Daniel Prévost
- François Ruffin
- Christophe Alévêque
- Swann Arlaud
- Jackie Berroyer
- Gérald Dahan
- Delambre, pour Le Canard enchaîné
- Jean-Baptiste Eyraud
- Faujour
- Nicole Ferroni
- Gab
- Groland
- Yvan Le Bolloc'h
- Étienne Liebig
- Yan Lindingre
- Frank Margerin
- Xavier Mathieu
- Jean-Luc Mélenchon
- Guillaume Meurice
- Didier Porte
- Tignous
- Les Wampas
- Zazon
- Zebda

## Production
Le film a été réalisé en partie grâce à une campagne de financement participatif sur KissKissBankBank, auprès de 233 contributeurs. Pia Moustaki, David Salles et Patrick Ozouf ont participé à la production,.

## Accueil

### Réception critique
Charlie Hebdo parle d'un film « joyeux comme une soirée entre potes ».
Les journaux Midi libre et Sud Ouest, pour lequel Marc Large dessine quotidiennement, accompagnent grandement la sortie du film,.
Christophe Van Veen, pour France Bleu, écrit : « Sur l'air de la Marseillaise de Gainsbourg, il s'agit d'un beau bras d'honneur au politiquement correct » .
Sur LCP, Ahmed Tazir défend le film face à Frédéric Mitterrand. Christophe Combarieu, toujours sur LCP, cite le film avec éloges dans sa chronique consacrée au cinéma.
La Montagne parle "d'une bouffée d'oxygène dans un environnement à l'atmosphère viciée".
Dans BSC News, Romain Rougé salue une "pépite corrosive indispensable au mouron qui a souvent accompagné la plus (folle) des campagnes de la Ve République".